# Ctenopelma lapponicum
Ctenopelma lapponicum är en stekelart som beskrevs av Holmgren 1857. Ctenopelma lapponicum ingår i släktet Ctenopelma och familjen brokparasitsteklar. Arten är reproducerande i Sverige. Inga underarter finns listade i Catalogue of Life.